# جون هدسون توماس
جون هدسون توماس (بالإنجليزية: John Hudson Thomas) هو مهندس معماري أمريكي، ولد في 1878، وتوفي في 1945.